# Blindia dalatensis
Blindia dalatensis är en bladmossart som beskrevs av Pierre Tixier 1974. Blindia dalatensis ingår i släktet blindior, och familjen Seligeriaceae. Inga underarter finns listade i Catalogue of Life.